# 의학 학사, 외과 학사
의학 학사, 외과 학사(라틴어: Medicinae Baccalaureus, Baccalaureus Chirurgiae, 영어: Bachelor of Medicine, Bachelor of Surgery. 줄여서 MBBS 또는 BMBS, MB ChB, MB BCh, MB BChir)는 영국의 고등 교육 전통을 고수하는 국가의 의과 대학에서 수여하는 학부 의학 학위이다. 명명법의 역사적 구별에도 불구하고 이러한 학위는 일반적으로 결합되어 함께 수여된다. 이 학위는 대학원 수준의 의료 기관에서도 수여될 수 있다. 일반적인 완료 기간은 5~6년이다.
대조적으로, 의학 학사 (Bachelor of Medicine, MB (또한 BM과 BMed의 약자도 사용된다.))는 중국의 전통을 따르는 국가의 의과대학에서 수여하는 학부 의학 학위이다. 이 학위의 수료 기간은 일반적으로 5~6년이다. 이러한 맥락에서 '의학'이라는 용어는 구체적으로 내과학보다는 의학 및 실무의 더 넓은 분야를 포괄한다. 결과적으로, MB 학위를 취득한 졸업생은 수술을 할 수 있는 자격을 갖추게 된다. MB 학위는 기본 의료 자격으로 사용되며, 이를 보유한 개인은 의학 석사 또는 의학 박사(박사 학위와 동일)와 같은 추가 전문 교육을 추구할 수 있다.
두 학위 모두 일반적으로 북미 대학에서 수여하는 의학박사(Doctor of Medicine) 학위와 동등한 것으로 간주된다. 미국에서만 일부 의사가 정골의학(osteopathic medicine) 교육을 선택하여 정골의학 박사 (Doctor of Osteopathic Medicine) 학위를 취득한다. 실용적인 목적을 위해 학위는 동일한 것으로 간주된다.

## 같이 보기
- 의과대학
- 의학전문대학원
- 의학 석사 (Master of Medicine)
- 의예과 (pre-med)
- 의무박사 (MD)
- 이탈리아의 교육